# Polemon II.
Polemon II., auch bekannt als Iulius Polemon, Polemon von Kilikien oder Marcus Antonius Polemon Pythodoros (altgriechisch Μάρκος Αντώνιος Πολέμων Πυθόδωρος; * 12/11 v. Chr.; † nach 68 n. Chr.) war ein Fürst und Herrscher über die römischen Vasallenregionen Pontos, Kolchis und Kilikien. Er war der letzte Herrscher des Königreichs Pontus, das während seiner Herrschaft von Kaiser Nero zu einer römischen Provinz umgestaltet wurde.

## Leben
Polemon war ein Sohn des Kotys, Sohn des thrakischen Königs Rhoimetalkes I., und der pontischen Königin Antonia Tryphaina. Diese war eine Enkelin des Feldherren Marcus Antonius. Polemons Vater starb 8 v. Chr., woraufhin seine Mutter König Archelaos von Kappadokien heiratete. Die Familie zog nach Kappadokien, wo Polemon mit seinen Geschwistern aufwuchs. Archelaus starb im Jahr 17 n. Chr., woraufhin die Familie wieder nach Pontus zurückzog.
Von 17 bis 38 lebte Polemon in Pontos und half seiner Mutter bei der Verwaltung ihres Reiches. Als seine Mutter im Jahr 38 starb, gelang es Polemon, ihr als alleiniger Herrscher von Pontos, Kolchis und Kilikien nachzufolgen. 37 oder 38 war er von Kaiser Caligula zum König des Bosporanischen Reiches ernannt worden. Der verstorbene König Aspourgos hatte jedoch einen Erben, Mithradates III., der mit seiner Übergehung nicht einverstanden war, selbst den Thron beanspruchte und aufgrund der Untätigkeit Polemons auch die faktische Macht ausüben konnte. Im Jahr 41 beendete Claudius die unklare Situation, indem er Mithradates anerkannte und das kilikische Territorium Polemons II. zum Ausgleich vergrößerte.
Um das Jahr 50 herum kam Polemon II. der judäischen Prinzessin Julia Berenike näher, die er in Tiberias während eines Besuchs des Königs Agrippa I. kennenlernte. Sie heirateten kurz danach, was aber erforderte, dass Polemon zum Judentum konvertierte. Die Ehe hielt nur über einen kurzen Zeitraum hinweg, Julia ging zurück nach Judäa und Polemon wurde gemäß der Legende des Apostels Bartholomäus Christ, nur aber um sich danach wieder dem Heidentum zuzuwenden.
Polemon II. benannte die Stadt Fanizan (heutiges Fatsa Türkei) nach seinem Namen Polemonium. Im Jahr 62 forderte der römische Kaiser Nero ihn dazu auf, abzudanken, woraufhin Pontos und Kolchis zu römischen Provinzen wurden. Polemon blieb lediglich die Herrschaft über Kilikien, die er bis zu seinem Tode innehatte.